# Alfred von Tettau
Pour les articles homonymes, voir Tettau.
Alfred Christoph baron von Tettau (né le 26 janvier 1810 à Berlin et mort le 26 avril 1893 dans la même ville) est le propriétaire de fidéicommis et député du Reichstag.

## Origine
Ses parents sont le président du tribunal régional supérieur et directeur général du paysage de Prusse Alexander Ernst von Tettau (né le 27 août 1776 et mort le 1er avril 1831) et son épouse la baronne Auguste Karoline Franziska von Schleinitz (de) (né le 17 juin 1784 et mort le 2 mars 1848). Son frère Wilhelm Johann Albert (de) (né le 20 juin 1804 et mort le 3 octobre 1894) devient juriste administratif et historien.

## Biographie
Tettau est au lycée de Marienwerder (de) de 1820 à 1828. En 1828, il rejoint le bataillon de tirailleurs de la Garde (de) et de 1829 à 1834, il y est sous-lieutenant et est ensuite transféré au premier régiment de Landwehr de la Garde. En 1836, il reprend le domaine de Tolk de son père. Il est membre de l'assemblée d'arrondissement, parfois député d'arrondissement et membre du comité d'arrondissement ainsi que chef de bureau. De 1855 à 1861 et 1863, il est membre de la Chambre des représentants de Prusse et depuis 1866 membre de la Chambre des seigneurs de Prusse par présentation du domaine de Natangen-Samland.
De 1877 à 1881 et de 1884 à 1893, il est député du Reichstag pour la 5e circonscription du district de Königsberg (de) (Heiligenbeil-Preußisch Eylau) avec le Parti conservateur allemand.

## Famille
Il se marie le 9 novembre 1836 Elisabeth Emmeline Alexandrine Körner (né le 11 décembre 1812 et mort le 28 septembre 1884). Le couple a plusieurs enfants :
- Georg Abel Ernst (de) (né le 15 septembre 1837 et mort le 6 mai 1930), homme politique marié en 1865 avec la baronne Magda Martha Elisabeth Amalie von Printz (* 6. juillet 1848)
- Hermann Karl (né le 25 juin 1839), forestier marié en 1876 avec Margarethe Pauline Henriette von Witzmann (né le 22 juillet 1851)
- Alfred Natango (né le 31 décembre 1840), major prussien marié en 1872 avec Wilhelmine Auguste Karoline Henriette von Meyenn (de) (né le 29 octobre 1853)
- Hugo Albert Johann (* 5. août 1844 ; 18. août 1870), tombé au combat à Saint-Privat marié en 1870 avec Bertha Gabriele Antonie von Bredow (né le 22 novembre 1848)
- Wilhelm Elimar Otto Constance (né le 29 août 1850) marié en 1876 avec Wilhelmine Heistermann von Ziehlberg (né le 15 février 1852)